# 七人の武器屋
『七人の武器屋』（しちにんのぶきや）はから刊行されている大楽絢太のライトノベル。イラストは今野隼史。第17回ファンタジア長編小説大賞〈佳作〉受賞作。富士見ファンタジア文庫（富士見書房）より2005年9月から2008年7月まで刊行された。
メディアミックスとして、『ドラゴンエイジピュア』（富士見書房）Vol.3からVol.6まで今野隼史の作画によるコミカライズが『七人の武器屋1/7』のタイトルで連載された。また携帯サイト『FUJIMIオールスターズ』（エンターブレイン）では朗読ボイスという、作品から選りすぐったシーンを声優が朗読し4、5分程度のボイスデータが無料で配信された。

## ストーリー
やりたいことが見つからず、ただの水道水を伝説の名水と偽り売りさばく商売に日々身をやつす、フランに住む少年マーガスとジャン。マーガスが自分の人生がこんなのでいいのかと疑問に思っていた矢先、武器屋エクス・ガリバーのオーナー募集の広告が目に入って来た。チラシのうさんくささをいぶかしがるジャンに構わず、チラシに激しく共感したマーガスはオーナーに応募する。だがオーナーに応募したのはマーガスとジャンの他にも五人いた。マーガスとジャンの幼馴染みイッコ、イッコの親友ノン、煙突掃除夫のドノヴァン、一番街道に住むお嬢様ミニィ、鍛冶屋の息子ケンジ。現オーナールイニ・アルメイダはこの七人全員をエクス・ガリバーのオーナーにするという。
かくして素人のオコサマたちによる武器屋経営が始まるのだった。

## 登場人物

### エクス・ガリバー
7人のオーナーによって運営される武器屋。従業員は後にエクスと呼ぶようになった。フラン西二番街道にて営業している。開店当初は素人運営のために様々な問題に見舞われるが、真・新装開店後はマーガス発案のオーナー・コンボによって持ち直した。その後も様々な問題に見舞われている。また、武器屋なのにやたらと戦う機会が多い。最終的には、伝説の建築士の娘のプラムローズ・ファミリアに立て直してもらう。
マーガス・アルニレックス
主人公。自分のやりたいことが見つからなかった人生の浪人。15歳→17歳。
金髪に翠の瞳の「庶民的な顔」と評される少年。そのため影が薄く、オーナーの中で1人だけロト・セブンに覚えられていないほどだが奇想天外なアイディアで窮地を切り抜けることもある。めったに怒ることはなく、優しい性格。手先が器用なことが唯一の取り得でピッキングが得意という自慢にならない特技をもつが、伝説級の錠前もこじ開けるレベルの持ち主。
エクスのメンバーと数々の厄介事を経験する内にレンジャーを目指すようになり、後にベッケンバウナーの推薦でアスベル・レンジャースクールに入学。
入学後は急激に成長し、わずか1年で「前人未踏領域（ノースエンデ）」同行キャラバンに選ばれる。
マイ・ウェポンはスナイパー・ポーチ。投擲武器は投げたらすぐ無くなるという欠点があるが、武器の後端とポーチを強力なワイヤーで繋げることで無くならない投擲武器が完成した。投げた後は、ポーチの表面に付いているボタンを押すことで中のカラクリが作動し、自動でワイヤーを巻き取ってくれる。しかし5巻での戦闘で破損してしまい、巻き取ることが出来なくなってしまった。
昔からイッコに好意を持っていたが言い出せないという典型的な主人公だったが、ペジナの塔事件で彼女とマジ切れ口論の際に勢いで告白。しかし「父親を見つけてマーガスがアスベルを卒業したら」との条件で返事は先送りになり、見事それらの条件をクリアして交際することにはなるも、「お互いを知りすぎている」という幼なじみ特有の状況で、付き合って半年なのに手を繋いだ事しかないという全然恋人らしくない現状に苦悩している。
ジャン・ダルク
ジャンケン払い担当。眼鏡とスキンヘッドがトレードマークの、その場のノリだけで生きる男。15歳→17歳。
幼い頃からマーガスと連んでいる悪友。口から先に生まれてきたような性格で、マーガスと組んでタダの水道水を「聖水」と偽って売りさばく詐欺まがいの金儲けをしていたがマーガスに引き込まれる形でオーナーになる。
異様なまでにジャンケンに強く、「あいこ」になることすら稀という特技を持ち「勝率0%ジャンケン詐欺」ジャンケン払いのオーナーコンボを担当。他にも実生活ではまるで役に立たない事（水切りなど）全般に精通し、付き合いの長いマーガスとはアイコンタクトで日常会話のような簡単な会話が出来るほど。
無責任かつ無計画でまるで一貫性がないが、惚れっぽい性格。一時期ノンに好意を持っていたが告白しようとした矢先に彼女が結婚してしまい、自分探しの旅（2泊3日）に出て悟りを開いたり（5分で瓦解）したりと恋愛についてはいい加減な面が目立つが、一途なところもある。
イッコ・エヴリン
エクス・ガリバーの実質的リーダー。夢は20億ドルク貯めてサンク・マリカ大聖堂を買うこと、という情熱の女（ひと）。
世界でロト・セブンしか使えなかった「剣話」を使うことができるようになる（ただし聖なる武器などとは波長が合わず使えない「半剣話」）。17歳→19歳。
物心ついた頃から一日朝晩2回サンク・マリカ大聖堂を訪れるのが日課になっており、サンク・マリカ大聖堂を見ない日が続くと倒れてしまう。
マイ・ウェポンはビッグバン・ソード。女性の力で扱える黒い刀身のバスタード・ソードで、威力は高いが超軽量化の代償で一撃か二撃で完全粉砕する無茶で不経済な武器。後にミニィが燈の国より持ち帰った重力石を埋め込んで、ビッグバン・ソード・グラビティにパワーアップ (?) した。ただ、「一度か二度で壊れるって中途半端」という無茶苦茶な言い分で一撃で壊れるよう改造してもらった。
ノン・ライアン（旧姓不明）
エクス・ガリバーのムードメーカー。料理が得意なのんびり癒し系。17歳。
家事全般が得意で、エクス・ガリバーでも自作のケーキを販売していた。初見の客は武器屋なのにケーキ？といぶかしむが、その味は一流で、とある国の国王すら魅了したほど。結婚し、オーナーの中で唯一の既婚者となった。東西二番街道、合同極秘アンケートでお嫁さんにしたい女の子部門5か月連続1位らしい。
マイ・ウェポンは改造エンジェルボウ。矢の代わりに包丁を発射する弓で、女性でも扱えるように通常のエンジェルボウより軽量化してある。後にケンジの手によりジェノサイドエンジェルへとパワーアップした。ジェノサイドエンジェルは一分間に120本もの包丁を発射する。キャリアケースに化けることもできる。
ドノヴァン・レイン
アムレス払い担当。フランで店を持つことを目標に掃除夫として働く心優しき大男。自覚があるのかないのか、妙に間が悪い16歳。
気は優しくて力持ちの典型で、戦闘に関してはエクス・ガリバーオーナーで一番強い。
マイ・ウェポンはロンギヌスのモップ。コンセプトは“武器としてのモップ”で、ブルーメタル製。先端の毛の部分は竜の髭で作られており、炎を打ち消すことができる。一度折れてしまったが、ケンジが修理し、ロンギヌスのモップ２となる。修理後は掃除によって起こる摩擦熱をチャージし、攻撃対象を攻撃した際に溜めたエネルギーを放出し威力を倍増させるという能力が付与されている。ただし体力が必要で、何度も攻撃するのは体に負担をかける。「不憫…」（マーガス談）
ミニィ・ヴァレンタイン
エクス・ガリバーの看板娘。武器屋で働いている男しか好きになれない超一流ブリッコ。15歳。
学生で普段は上の学校のサンク・マリカ付属高校に通っている。ファンクラブが存在する。1か月半ほど燈の国へ修学旅行に行っていた。ただし、修学旅行とは名ばかりで実際はゴン・ネスの延長で、無機物を粉砕する技、髑髏石拳（どくろせっけん）と目にも止まらぬスピードを身につけて帰ってきた。さらに素早さを倍にする流星の石を食べることで残像まで発生させる。
マイ・ウェポンはゴローちゃん。カナヅチくらいの大きさの赤いロッドで、先端部分にクマの顔の結晶が埋め込まれている。ロッドの柄を回すとクマの顔がガイコツへと変わり、さらに捻ることで目の窪みからシビレ薬を発射する。ただし、第１巻で破損。それ以降は修復してもらっていない。
ケンジ・ムラマサ
鍛冶屋の息子で、外から剣を見つめ直すためにオーナーに応募した悩める天才鍛冶屋。12歳。第6巻「ラストスパート・ビギナーズ!」では、マーガスに代わって主人公をつとめた。
オーナーの中で唯一とも言える常識人であり、口は悪いがしっかり者。戦闘には参加しないが、武器作りに関してはエキスパートで他のオーナー達の無茶な注文にも愚痴りながらも真摯に応え、彼らの望むマイ・ウェポンを作り上げた。一方、ニセドラシルを作ったときは鍛冶屋としてのプライドに苦しんだりもしていた。精神年齢はかなり高いが、極稀に子供らしい部分をのぞかせる。
マイ・ウェポンは妖刀幻磁ムラマサ。ミニィが燈の国から持ち帰った妖刀ムラマサを改造し、ミニィ経由で密輸した超磁石を武器に組み込むことによって、グローブを装着して呼ぶと飛んでくるようにした。

### ダークセイバー
天下一武器屋祭前回、前々回優勝チーム。エクス・ガリバーに匹敵する個性派メンバーで構成される。
レイムーヴ
ダークセイバーのリーダー。前回、前々回、連続優勝の怪物。20歳くらい。
身長180cmほどの長身で青髪のイケメン。奇跡を100回起こさないと越えられないというブラッド・キャニオンを自分の足で越えた。戦闘力、知識に加え、様々な特技を持つ天才だが、それゆえ、思考回路も常人とはかけ離れており、興味のないことにはまるで無関心だったり関係がないと判断した人の名前はまるで覚えなかったりする。ミニィの初恋の人。
トッド・ライネ
ダークセイバーの店員。炎のトッド。14歳。
礼儀正しく理想に燃える赤髪の少年。西の大陸出身で魔法が使え、その力を使ってパフォーマンスを担当している。レイムーヴを尊敬し過ぎており、禁断の領域に達しようとしている。
サエ
ダークセイバーの看板娘。11歳。
病気がちの父と5人の弟を持ち、家計を助けるために働く一方で寝る間も惜しんで勉強するなどとても健気な女の子。トッドが好きで、トッドのことになったとたん一人でもしゃべり続ける。
クロエ・ナバール
ダークセイバーの店員。星天大使。20歳。
星天術という占いができ、店の営業方針を決めている。その的中率は100%。

### その他
ロト・セブン
生きた伝説、現役最強のドラゴンキラー。27歳。
“剣話”のロト・セブンという二つ名の通り、剣と会話し、その能力を最大限まで引き出すことができる。潰した竜の巣百数個、殺したドラゴン史上6人目の千匹を突破した英雄。エクス・ガリバー真・新装開店の際の最初の客で、アムレス払いで叩きのめされた上、ケンジが作成した贋物の伝説武器ニセドラシルを買わされた。飄飄としているが、灼熱竜を一撃で倒したりとその力は本物である。2人の仲間がいる。
伝説の武器を所持しているが、借金の形に差し押さえられており、現在はニセドラシルを愛刀としている。
ライオネル・ベッケンバウナー
ロト・セブンと共に世界中を旅するプロレンジャー。
史上最年少で第六文明遺跡を制覇、解読不能といわれた古代ムーン文字を独学で解読するなど数々の功績を持つ。エクス・ガリバー真・新装開店の際にロト・セブンと共に来店し、ジャンにジャンケン勝負で叩きのめされてしまう。
世界でただ一人五つ星のレンジャー資格を持つが、彼のことを全く知らなかったエクス・ガリバーのメンバーには「小太りの人」と呼ばれていた。
第５巻でフランに立ち寄った際に、マーガスをアスベルレンジャースクールにスカウトする。
実はキレるとメチャクチャ怖い。
クリスチーナ・ライネ
ロト・セブンと共に旅を続ける女性。25歳。
ベッケンバウナーいわく「ここ500年くらいの間では最強の魔女」らしい。ダークセイバーのメンバー、トッドの姉。お見合いが嫌で現在家出中。
デク・ライアン
ノンの夫。20歳。
サンク・マリカ役場のドラゴン養殖課に勤めている。パッと見は冴えない男だが、実は男前で剣の腕も立つ。ノン一筋でノンのことになると暴走する。税金を使って竜除けの壁にライアン夫婦専用の非常口を作ったりしてしまう。愛の力でジャンとのジャンケン対決に勝利した。ペジナの塔事件の際、国際騎士警察機構へ異動した。
ホリィ・ライブウィンドウ
世界三大企業の一つライブウィンドウの三男坊。13歳。
絵に描いたような世間知らずのボンボン。ライブウィンドウ家のしきたりでフランに商売修行に来たが、サンク・マリカ大聖堂の最上部に住みつき、その所為でノンの結婚式が延期になってしまった。エクス・ガリバーに興味を持ち、ライブウィンドウの傘下に入れようと様々な嫌がらせを行う。現在はエクス正面の一軒家に住んで煙突掃除夫の修行をしており、身体的にも精神的にも大きく成長。聖剣事件の際に修行期間が切れ実家に帰るがフランのことが気に入り、現在フラン市長になることを目指して勉強中。
ルイニ・アルメイダ
エクス・ガリバー元オーナーの老人。7人にエクス・ガリバーを売り渡した。ところが正体は弟と同様超有名詐欺師であり、弟を通じて7人に法外な値段の家賃を支払わせるか、灼熱竜のウロコを取らせようと目論んだ。
チル・ナツナ
コミック版イッコ編に登場した騎士見習い。女。ノン編にも少しだけ登場する。
剣の実力はすさまじく、ごぼうでスイカを真っ二つに切れるほど。大量に飛んでくるトマトをすべて打ち返すこともできる。
しかし、ある出来事から剣が怖くて持てない。
ハレイ
コミック版ジャン編に登場した針の妖精。
武器は針。体を小さくする針、大きくする針などを駆使する。究極奥義は「くしゃみ・鼻水が止まらなくなる針」。
プシコ
コミック版ジャン編に登場した釣針の妖精。
武器は釣針。投げて攻撃、また破壊をつかさどるため着弾（着針？）点で爆発も起こせる。釣針だけにそれで奪ったものを「釣果」という。
ハレイの台詞から、以前は普通の針で、力を欲して釣針まで身を落としたらしい。
サイモン・カパネルラ
アスベルレンジャースクールで知りあった、マーガスのルームメイト。容姿はつるっぱげにメガネと、ジャンにうりふたつ。しかし性格は正反対。アカネとマーガスとで、前人未到地キャラバンに同行する。基礎運動能力は新入生の中でも抜け出ている。新入生内での単位取得ランクは2位。
アカネ・オークボ
アスベルレンジャースクールで知りあった、マーガスの友人。サイモンとマーガスとで前人未到地キャラバンに同行する。拘束ボールや非合法超強力閃光玉を自作したりと、怪しい特技をもつ。怪しげな「組織」と手を組んでいるらしい。マーガス達がアスペル卒業の半年前に行方不明となった。
ウラヌス・オム・セーヌ・アトラ
天空郷アトラの王女。性格は王家の血筋らしく高慢で寛大だが泣き虫で場の空気がいまいち読めない一面もある。
婿探しのためにエクスカリバーに精神体を吹き込み、地上に降りた。
ジャンに恋している。
サラディン・オズ
オズの御曹司。人形のテクノロジー発展のためにエクスカリバー(精神体のウラヌスごと)を分解しようとした悪の黒幕。騎士警の指揮権を容易く獲得出来たり、マーガスを指名手配出来るほど強大な権力者でもある。
マリー・アルニレックス
マーガスの母親。近所でも評判のトラブルメーカーで無自覚に大災害を引き起こす専業主婦。おまけに何が起ころうとも本人は無傷で済むというすさまじい凶運の持ち主。

## モンスター

### ドラゴン
この世界には多くのドラゴンが非常に身近に存在しており、各街はドラゴンの進入を防ぐために竜除けの壁で街を囲っている。ドラゴンにはその強さに応じてS級からD級までのランク分けがなされている。超高等なドラゴンは自分のダンジョンに罠を仕掛けたり、鍵をかけて進入を拒むこともある。また、ドラゴン・ヘンジと呼ばれるドラゴンを呼び寄せる白い岩が世界に幾つか存在している。いまだ人類が踏破していない前人未踏領域（ノース・エンデ）と呼ばれる北の大地の北部領域には最強クラスのS級ドラゴンが多く生息しているため一年単位で少しずつしか進めない。
ドラゴン・ドッグ
飛び火巣窟に多数生息するD級ドラゴン。全長50cmにも満たない頭部だけの奇妙な姿で、最弱級のドラゴン。ゴンネスの実技演習には恰好の相手。
灼熱竜（しゃくねつりゅう）
飛び火巣窟に出現したヘビのような姿のA級ドラゴン。口から溶岩を吐き出し、敵対象を押しつぶして蒸発させる。そのウロコは高級品だが、本体が死ぬと灰になってしまう。
ドラゴンプテラ
群れで狩りをする翼竜型のドラゴン。群れが負けたと思うまで獲物に追い縋り続ける。一匹一匹もB級ほどの力があり、強い。
ドラグルー
脚力の強さが特徴の長距離移動用ドラゴン。調教して人の乗り物として利用されている。
飛竜（ひりゅう）
ドラグルーと同じく調教され、乗り物として使われているドラゴン。翼を持ち、人を乗せて飛ぶことができる。
ムカデワニ
体長3mほどのワニにムカデように足がびっしりと生えたドラゴン。火炎の塊を吐き出す。正式名称、ランクは不明。
ボーンドラゴン

ボーンドラゴン・クラウン

ドラゴンチュラ
蜘蛛のような姿をしており、口から出す緑色の酸は剣を溶かすほどの威力がある。実はある人物が作ったオリジナルドラゴン。

### マジックドール
マジックドール
西の大陸の会社オズ製の魔力で動く人形。未だ発展途上で台詞は5,6個しか覚えられず、然程強くない。首の裏に記憶消去ボタンがある。一体30万ドルク。
メタル・ウィンドウ
オズの戦闘用マジックドールの特注品。ライブウィンドウのブランドマークである金の生えた黄金の木のオブジェ型をしている。半径1m以内にホリィ以外が進入したことをカメラが捕らえると、魔導エネルギーの熱線で対象を灰にする。非常に重量がある。また、ホリィ曰くA級ドラゴンに匹敵する強さを持っているらしいが、暗視カメラを搭載していないので暗闇だと敵の姿を捉えられないという欠陥があり、他にも挙動を見る限りそこまで大した性能を持っているようには見えない。製作費1億ドルク。
サラディン二八
最先端の技術を駆使したマジックドール。ごつい甲冑の中から赤い不気味な目が一つ見える。圧倒的なスピードとパワーでサラディン・オズのボディーガードを務める。実力は本物で、重力をゼロにできるはずのビッグバン・ソード・グラビティをイッコがスウィングする途中に片手で受け止め、そのまま握りつぶせるほど。サラディン曰く「１対１ならロト・セブンにも負けないかも。」非売品。

## 武器

### マイ・ウェポン
主人公らエクス・ガリバーの店員たちがケンジに作ってもらった各々専用の武器。非常に個性的なものが多く、一見武器とは思えないものもいくつかある。
スナイパー・ポーチ
マーガスのマイ・ウェポン。マーガスお気に入りのウエストポーチをケンジが改造したもの。中に入っているカラクリゼンマイと投擲武器の後端にメタルワイヤーが結ばれており、武器を投げた後でもボタンを押せば自動的にポーチの中へと巻き戻ってくる。現在は吹雪のダーツと地獄の薔薇が組み込まれている。
アモスの剣
ジャンのマイ・ウェポン。アモスの水を売る際のデモンストレーションのために作られた。刀身が円錐状になっていて、刀身の下についているボタンを押すと水が出てくる。試作段階では、水の容量・水流の勢い共に大したことはなかったが、ミニィが燈の国から持ち帰った水龍石を組み込むことにより完成形となり、滝のような鉄砲水を発射できるようになった。その後、ケンジの半年以上の研究により、鉄砲水がまるで水竜のような形になる「アモスの剣・ブルードラゴンモデル」となった。
ビッグバン・ソード
イッコのマイ・ウェポン。1メートル半はあるバスタード・ソードだが、完全に威力重視のために強度は無いに等しく、よくて2撃で粉砕する。その分威力は折り紙つきで、灼熱竜の鱗を砕き傷を負わせた。その後、ミニィが燈の国から持ち帰った重力石により、ビッグバン・ソード・グラビティとなって生まれ変わった。崩壊後もケンジの手により何度か作られている。
ビッグバン・ソード・グラビティ
イッコのマイ・ウェポン。「潔くない」とのイッコの意見により、強度はビッグバン・ソードよりさらに劣り、一度使えば必ず壊れるようになった。新たに組み込まれた重力石によって、斬った相手の重力をゼロにし、ものすごい距離まで吹き飛ばせるようになる。その飛距離はビッグバン・ソードの5倍から6倍。なお、この際に壊れるのは刀身のみであり、ケンジによると「コアさえ残っていれば復元は簡単」。メタル・ウィンドウをフランの外までふき飛ばすなど、かなり常識外の威力である。イッコの剣話によってパワーアップすると平原に大穴を穿ち、周辺の地図の修正が必要になるほどの大出力を見せた。一撃の威力だけで言えば、世界最高クラス。
ビッグバン・ソード・レジェンド
イッコのマイ・ウェポン。連続した戦闘でも使えるようになったビッグバン・ソード。ケンジの集大成の一つ。見た目はいびつな形をした小振りの剣だが、相手の打撃攻撃の衝撃を吸収し、倍にして返すことができる。使用中にイッコの命令に応え、様々な形に変形したが、これがレジェンドの能力なのか、イッコの持つ剣話の能力の産物なのかは不明。

改造エンジェル・ボウ
ノンのマイ・ウェポン。元々は女性用の片手ボウガンだったエンジェルボウを改造したもの。両手用になり、ノンの「少しでも手に馴染んだものを飛ばしたい」という要望から、矢ではなく包丁を飛ばすボウガンとなった。
ジェノサイド・エンジェル
ノンのマイ・ウェポン。普段はタイヤ付きのスーツケースだが、変形すると、三脚の上に巨大なボウガンが乗っているという、だいぶ危険なフォルムになる。一分間で120発もの包丁を発射することができるという凶悪な性能を誇り、もはや武器というより兵器。
旦那のデクと徹夜で考えた決め台詞は「今宵の天使は愛に飢えている」。この決め台詞はドノヴァンのものをもじったもの。
ロンギヌスのモップ
ドノヴァンのマイ・ウェポン。武器としてのモップ、というコンセプトで作られている。ブルーメタル製で棍棒としての威力もあり、毛の部分には竜の髭が使われており、炎を打ち消す効果がある。天下一武器屋祭で折れてしまったが、その後ロンギヌスのモップ2として復活した。
ロンギヌスのモップ2（セカンド）
ドノヴァンのマイ・ウェポン。見た目はロンギヌスのモップと大差は無いが、モップがけをすればするほど、摩擦でエネルギーが蓄積されていき、チャージが完了したときには赤く輝く。チャージ完了時の威力はビッグバン・ソードと同程度。決め台詞は「今宵のロンギヌスは血に飢えている…」。

ゴローちゃん
ミニィのマイ・ウェポン。金槌くらいの大きさのロッドで、先端部分がかわいらしい熊の顔の結晶になっている。ロッドの柄を回すと熊から骸骨の顔へと変形し、その状態でさらに回すと目の部分から痺れ薬を発射する。
妖刀源磁ムラマサ
ケンジのマイ・ウェポン。妖刀ムラマサをベースに改造されたもの。竜革の手袋を改造したグラブと鞘に、ミニィ経由で密輸された超磁石がはめ込んであり、呼べば飛んでくるケンジの相棒刀。そのかわりに攻撃力、耐久力、コストパフォーマンス全てが史上最弱。

### その他の武器
吹雪のダーツ
伝説の武器。ミニィが父親のコネでどこからか入手したもの。対象に先端だけでも刺さればたちまち凍りつかせることができる。
地獄の薔薇
ミニィが燈の国で買ってきた、マーガスへのお土産。石細工で作られている造花のような投擲武器。刺さった相手を茨が覆い、締め付け、ズタズタにする。ただし、一度口にくわえて切っ先を湿らせなければ効果を発揮できない。
ニセドラシル
伝説の黄金刀ユグドラシルを、ケンジが無断複製した（させられた）もの。ロト・セブンがエクスガリバーに来店したときに目に留め、アムレス払いで購入した。贋作だが攻撃力はかなりのもの。値段は22万ドルク。
ボンバー・ナイフ
刺さった瞬間に小さな爆発を起こす投擲武器。飛び火巣窟に赴く際、一時的にスナイパー・ポーチに組み込まれていた。
飛竜の槍
基本攻撃力が73あり、飛行タイプのドラゴンにカウンターで合わせやすく設計されている槍。ジャンがモップに改造したものをドノヴァンが使用したこともある。
風魔手裏剣
東の大陸で作られた投擲武器。風が強い場所では攻撃力が倍増する。
デルガドソード、デルガドアックス、デルガドスピア
天下一武器屋祭の本戦で扱われる武器。値段は全て、本戦で使われるデルガド・コイン一枚分。
レッドファルコン
非常に軽い金属で作られた剣で、普通の剣を一回振る間に三回は振れる剣。天下一武器屋祭でイッコが使用した。
裁きのチャクラム
ドーナツ型の薄い特殊金属でできている投擲武器。高い貫通性能を誇り、投げてもブーメランのように戻ってくる。天下一武器屋祭でマーガスが使用した。
破砕の鉄球
鎖の先に巨大な鉄球がついている、WBC（世界共通基準攻撃力）が100フラットという強力武器。天下一武器屋祭でドノヴァンがロンギヌスのモップと一緒に（やや強引に）使用した。
デュラハンの杖
黒塗りの杖。地面にクレーターを作るほどの威力を持つ。天下一武器屋祭でミニィが使用した。
魔道（フォース）ソード
天下一武器屋祭でイッコが使用した、刀身が無く、柄しかないという奇妙な形の剣。魔力をエネルギーに転換させて剣にする。トッドの放った巨大な炎の玉を吸収し、ボーンドラゴン・クラウンに止めをさした（このときの魔道ソードをイッコはビッグバン・ソード・ブラスターと命名）。
竜槍ゲイボルグ（のモップ）
持ち主無しで飛竜と戦ったという伝説を持つ槍。黒い柄と、高貴そうな黄金の毛を持つ。天空城に保管されており、ドノヴァンが一時的にマイ・ウェポンとして使用した。その伝説の通りに飛行能力を持ち、ドノヴァンの操縦でマーガス、イッコ、ミニィ、ドノヴァンの4人を乗せて高速で飛行した。しかしなぜかモップの形をしている。
黄金刀ユグドラシル
ニセドラシルのオリジナル。鞘も、刀身も、柄も、全てが黄金で出来ている。元々は精霊の持ち物であったらしい。敵に向かって巨大な槍の如く伸び、枝分かれした刀身で貫く。天空城でイッコがマイ・ウェポンとして使用。イッコの剣話で真の力を解放したが、雇用条件でイッコと口論（？）になった。
ゴッド・ハンド
犬の手を模した様な、ファンシーな外見のグローブ。装着者の体をダイヤモンドに形状変化させ、防御力を跳ね上げる補助効果を持つ。グラブ系最強の武器であり、天空城でのミニィのマイ・ウェポン。ミニィはやや特殊な使い方をする。
プラチナ・ワールド
70センチ程度の特殊金属製の杖。先端の水晶の中に、ゼンマイ仕掛けの時計の中身のようなものが入っている。天空城での、マーガスのマイ・ウェポン。杖の先端部に触れると、速度が百分の一ほどになってしまう。もう一度触れるまで元には戻らないという、呪いじみた能力を持つ。ただし、その他に特殊な殺傷能力はなく、単純な威力は通常の棍棒と同程度。
世界刀アポカリプス、神剣バルムンク
共に伝説の剣。天空城の宝物庫に眠っていた。
魔剣ヴォーパル
コミック版ノン編に登場した呪われた魔剣。現在は折れて短剣となっている。剣自体が意志を持ち、持った者は殺意に侵される。
竜針（ロアリング・ニードル）
コミック版ジャン編に登場した武器。この針は「竜脈」をつくことができ、動物の中の竜を呼び醒ましたり、眠れるドラゴンを覚醒させたりすることが可能である。

## 既刊一覧

### 小説
- 大楽絢太（著）・今野隼史（イラスト） 『七人の武器屋』 富士見書房〈富士見ファンタジア文庫〉、全9巻
  - 『七人の武器屋 レジェンド・オブ・ビギナーズ！』、2005年9月17日発売[3]、ISBN 4-8291-1753-2
  - 『七人の武器屋 結婚式をプロデュース！』、2006年2月18日発売[4]、ISBN 4-8291-1802-4
  - 『七人の武器屋 天下一武器屋祭からの招待状！』、2006年5月20日発売[5]、ISBN 4-8291-1826-1
  - 『七人の武器屋 激突! 武器屋 VS 武器屋!!』、2006年8月19日発売[6]、ISBN 4-8291-1855-5
  - 『七人の武器屋 戸惑いのリニューアル・デイズ！』、2006年12月20日発売[7]、ISBN 4-8291-1887-3
  - 『七人の武器屋 ラストスパート・ビギナーズ！』、2007年9月20日発売[8]、ISBN 978-4-8291-1958-7
  - 『七人の武器屋 ノース・エンデ・クライシス！』、2007年12月20日発売[9]、ISBN 978-4-8291-1992-1
  - 『七人の武器屋 飛べ! エクスガリバーズ！』、2008年3月19日発売[10]、ISBN 978-4-8291-3273-9
  - 『七人の武器屋 エクス・ガリバー・エヴォリューション！』、2008年7月19日発売[11]、ISBN 978-4-8291-3302-6

### 漫画
- 大楽絢太（原作）・今野隼史（COMIC） 『七人の武器屋1/7』 富士見書房〈角川コミックスドラゴンJr.〉、2007年12月6日発売[12]、ISBN 978-4-0471-2524-7

## 朗読ボイス
- 第1巻の内容の男性ボイスの担当は萩道彦、女性ボイスの担当は滝田樹里[13]。第2巻の内容の男性ボイスの担当は山本圭一郎、女性ボイスの担当は出野明日香[14]